# Ілльнау-Еффретікон
Ілльнау-Еффретікон (нім. Illnau-Effretikon) — місто  в Швейцарії в кантоні Цюрих, округ Пфеффікон. До її складу входять села Ілльнау, Еффретікон, Оттікон і Бізікон.

## Географія
Місто розташоване на відстані близько 110 км на північний схід від Берна, 15 км на схід від Цюриха.
Ілльнау-Еффретікон має площу 32,9 км², з яких на 14,9% дозволяється будівництво (житлове та будівництво доріг), 47% використовуються в сільськогосподарських цілях, 36,7% зайнято лісами, 1,3% не є продуктивними (річки, льодовики або гори).

## Демографія
2019 року в місті мешкало 17 333 особи (+8,2% порівняно з 2010 роком), іноземців було 27,4%. Густота населення становила 527 осіб/км².
За віковим діапазоном населення розподілялося таким чином: 20% — особи молодші 20 років, 60,7% — особи у віці 20—64 років, 19,3% — особи у віці 65 років та старші. Було 7702 помешкань (у середньому 2,2 особи в помешканні).
Із загальної кількості 6954 працюючих 229 було зайнятих в первинному секторі, 1762 — в обробній промисловості, 4963 — в галузі послуг.